# Хайбах (башня)
Хайбах (чечен. Хьайбах бIов) — боевая башня, находящаяся на территории бывшего поселения Хайбах Галанчожского района Чечни. Входит в крупный средневековый башенный комплекс Чеченской Республики.

## История
В июне 1886 года с экспедицией Московского археологического общества в горных районах Чечни побывал археолог В. Ф. Миллер. Итогом исследования стала книга с описанием средневековых построек, в том числе описания и рисунки башенного комплекса в Хайбахе. Позже, в 1957 году в Северо-кавказской экспедиции был создан специальный Горный (Аргунский) отряд, одной из задач которого являлось изучение памятников горской архитектуры, были определены и описаны многие постройки в восьми районах республики. Описание, фотографии и чертежи Хайбахского башенного комплекса опубликованы в работах археологов В. И. Марковина и С. Ц. Умарова.
В средней части селения Хайбах, в нижнем ряду застройки, стоит группа башен, в которую входят боевая и две жилые башни. Боевая была частично разрушена в 2007 году после ракетного обстрела во время второй военной кампании в Чечне. В 2019 году проведена реставрация башни.

## Описание
В. И. Марковин описывал старую боевую башню следующим образом: северо-восточная стена (фасад) имеет дверной проем, сейчас он заложен, который находится на высоте четырех метров. Его округлая арка выбита в двух сближенных блоках, на левом камне высечен петроглиф — плоскостное изображение руки вместе с кистью. Пальцами она обращена вниз. Скорее всего, это рисунок «длани» поверженного врага.
Современная Хайбахская башня восстановлена на том же месте в центральной части селения Хайбах. Представляет из себя пятиэтажное здание стенами ориентировано по сторонам света. Основание башни стандартное 5 на 5 метров. Высота постройки со шпилем около 20 метров, стены имеют легкое сужение кверху.
Венчает башня пирамидально-ступенчатым покрытием. Устройство покрытия выполнено путем напуска из плит черного сланца. Чешуйки ступенек из сланца перемежаются рядами из песчанистого известняка, из которого выложены и стены.
Первый этаж перекрыт каменным сводом по двум скрещивающимся ребрам-аркам. В северо-восточном углу виден лаз, через который первый этаж сообщался со вторым. На стенах штукатурка с покраской коричневым тоном. На южной стене первого этажа имеются две бойницы.
Воссоздана кладка стен и машикули, кровля, восстановлены внутренние перекрытия и лестницы, лестницы снаружи башни, дверные и оконные заполнения.

Рисунки Всеволада Миллера 1886 год

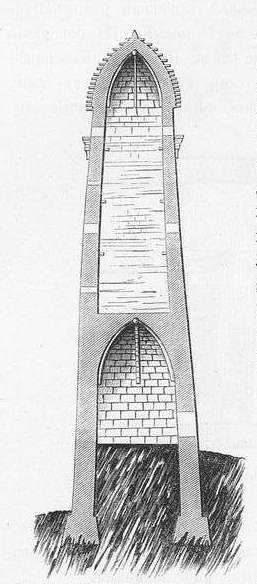
Разрез башни Хайбах
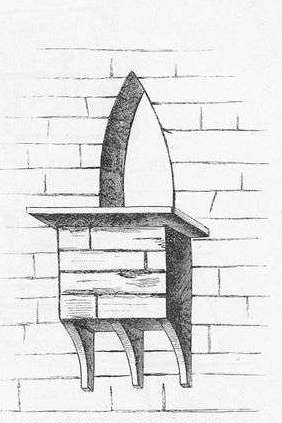
Окно в башне
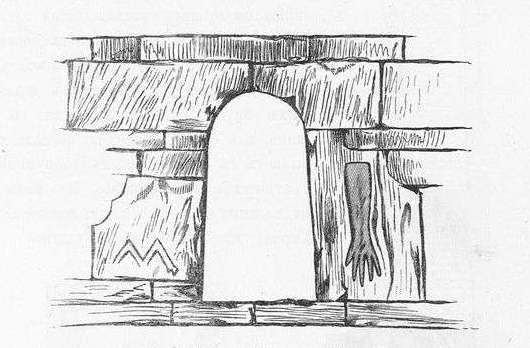
Дверь башни
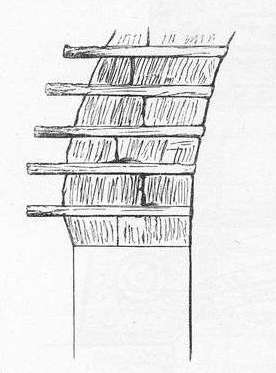
Часть крыши башни
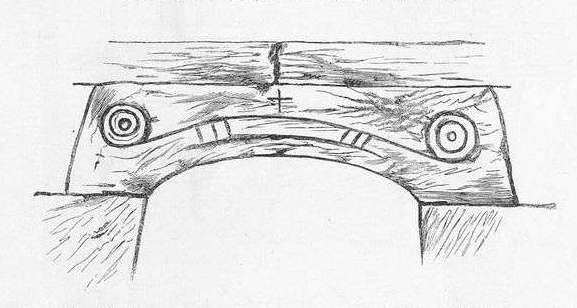
Арочная плита в башне украшена орнаментом
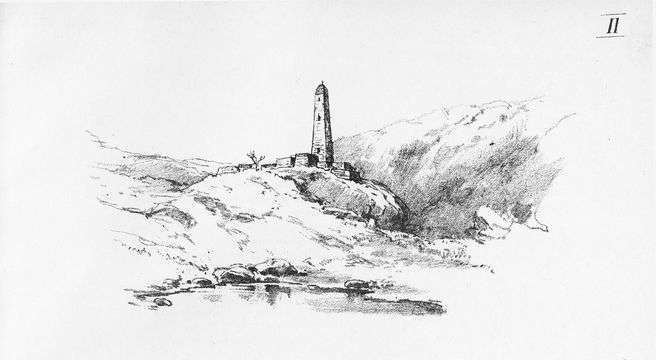
Вид башни из далека